# Grenoble Foot 38
Grenoble Foot 38 er en fransk fodboldklub fra Grenoble i Rhône-Alpes-regionen. Klubben spiller i Championnat de France amateur. Klubben blev stiftet i 1997 og spiller sine hjemmekampe på Stade des Alpes.
Klubben er ejet af det japanske firma Index, der blandt andet forestod opførelsen af det nye stadion, med plads til 20.000 tilskuere.

## Kendte spillere
- Youri Djorkaeff
- Olivier Giroud
- Gustavo Poyet